# Literatura peruana del siglo XX

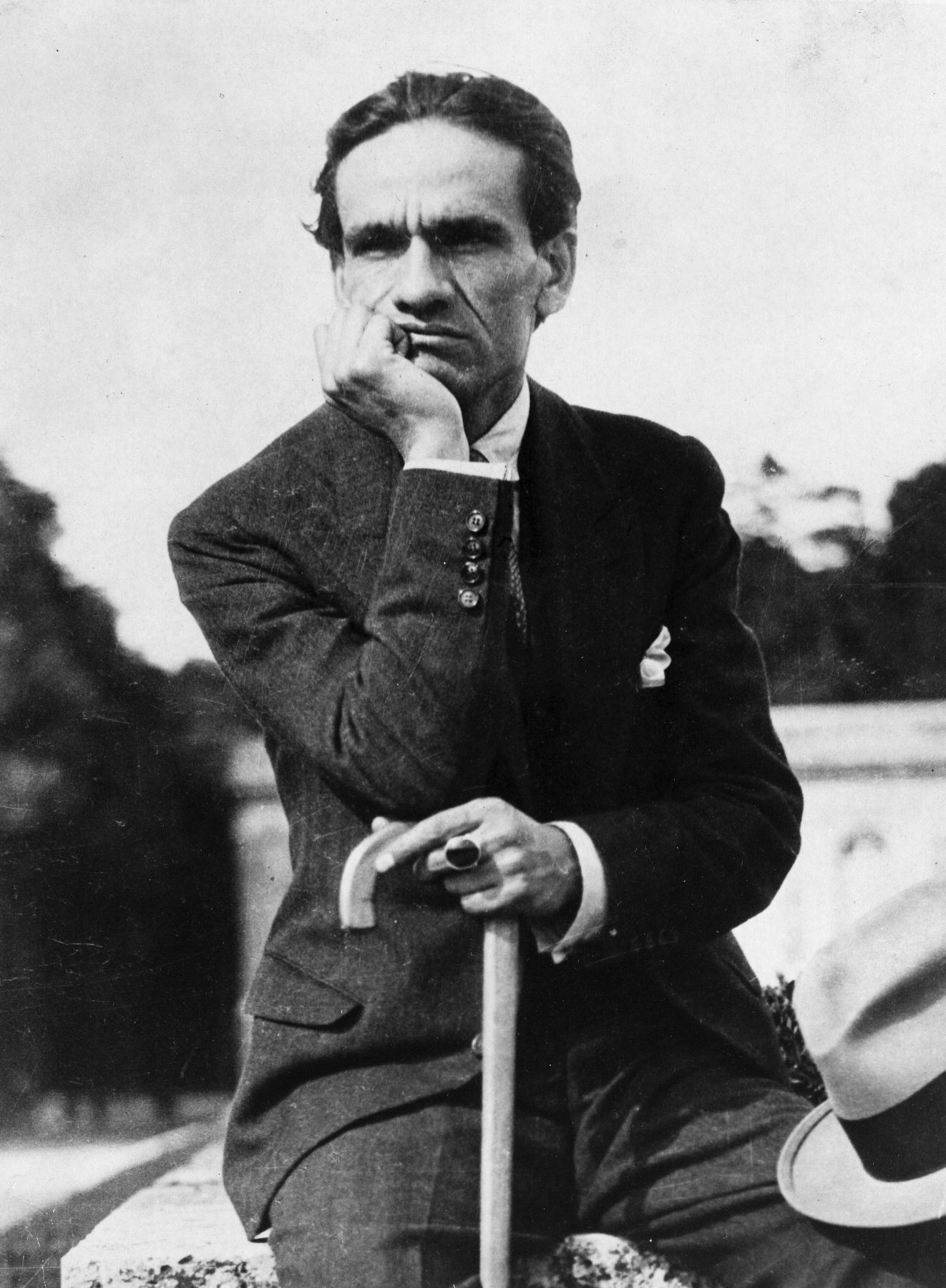
César Vallejo Poeta Universal.

Los principales narradores de la literatura peruana del siglo XX son Mario Vargas Llosa, Alfredo Bryce Echenique, Julio Ramón Ribeyro, José María Arguedas y Ciro Alegría; los principales poetas, César Vallejo, José María Eguren, Emilio Adolfo Westphalen, César Moro, Martín Adán, Jorge Eielson...

## El modernismo
El modernismo en una corriente literaria que surge a finales del siglo XIX e inicios del siglo XX. Su iniciador y máximo representante en Latinoamérica es Rubén Darío. En el Perú, esta corriente coincide con la llamada República Aristocrática (1899-1919) y se integra a los vientos de renovación lírica de todo el continente. El más importante del país es José Santos Chocano, denominado ''Poeta de América'' (o ''Cantor de América'').

### Premodernismo
- Pedro Abraham Valdelomar Pinto
- José María Eguren

### Apogeo
- José Santos Chocano

Arielismo (Generación del 90):
- José de la Riva Agüero
- Ventura García Calderón
- Clemente Palma
- José Gálvez

### Posmodernismo
- Víctor Andrés Belaúnde
- José María Eguren
- Abraham Valdelomar
- José Díez-Canseco

## El vanguardismo
La influencia de las nuevas ideas del vanguardismo europeo y los cambios socioeconómicos de la época hacen que los poetas y literatos inicien una ola renovadora, que se inicia con el poemario Trilce de César Vallejo, publicado en 1922. Cinco años más tarde, el puneño Carlos Oquendo de Amat saca un texto único, 5 metros de poemas, libro objeto, obra experimental, tanto en su forma ( se abre de costado, como una cinta o un acordeón) como en sus poemas. Además de estos dos grandes poetas, son destacables Alberto Hidalgo, Juan Parra del Riego y otros. Asimismo, un grupo de autores enriquecidos con las experiencias vanguardistas europeas dieron a conocer sus obras a través de la revista Amauta'♙ César Moro, Xavier Abril, Emilio Adolfo Westphalen, Martín Adán (Rafael de la Fuente Benavides), entre otros. Por otro lado, en Puno surge un movimiento literario importante denominado Orkopata, cuyo medio de difusión era el Boletín Titikaka y que agrupaba a poetas y narradores como Gamaliel Churata, Emilio Vásquez, Alejandro Peralta...
Contexto

En el Perú, el vanguardismo peruano surgió en un contexto sociocultural de gran agitación social y cambios políticos en la primera mitad del siglo XX. A nivel mundial, cuando apareció el vanguardismo, se desarrollaban muchos cambios y conflictos. La Primera Guerra Mundial sucedió entre 1914 y 1918, y en 1917 ocurrió la Revolución bolchevique, en Rusia. Las clases obreras, tradicionalmente, eran marginadas, por lo que el vanguardismo tuvo una gran motivación para incluir contenido social.

A nivel económico, la recesión por el crack de Nueva York (la caída de la Bolsa de valores), en 1929, dio un vuelco a todas las sociedades.
Por su parte, en Perú los grupos aristocráticos o más pudientes eran los que estaban al mando del país. Los conflictos sociales estuvieron muy presentes en esta época. Nacieron los partidos comunista y aprista, y se crearon leyes como la jornada laboral de ocho horas. En este contexto apareció el vanguardismo literario.
Características del vanguardismo peruano
- Alejamiento de todo patrón realista
- Uso de expresiones metafísicas
- Rechazo a todo lo relacionado al pasado
- Expresión de la novedad
- Que la experimentación(búsqueda de nuevas formas expresivas) constituye la columna vertebral de la concepción estética
- El empleo del verso libre, sin una métrica fija
- El hacer consciente el hecho de vivir en una sociedad tecnológica

Intelectuales:
- José Carlos Mariátegui
- Víctor Raúl Haya de la Torre
- Jorge Basadre
- Magda Portal

Poetas:
- César Vallejo
- Alberto Hidalgo
- César Moro
- Carlos Oquendo de Amat
- Martín Adán
- Emilio Adolfo Westphalen
- Magda Portal

Narradores
- Martín Adán
- Xavier Abril

## El indigenismo
El indigenismo es una corriente cultural, antropológica concentrada en el estudio y valoración de las culturas indígenas, y el cuestionamiento de los mecanismos de discriminación y etnocentrismo en perjuicio de los pueblos originarios .1
El indigenismo enfrenta la discriminación. Se puede hablar de una historia dentro del indigenismo a partir del sermón de diciembre de 1511 de Antonio de Montesinos. Desde entonces el indigenismo tomó cuerpo con el paso del tiempo y es lícito hablar de indigenismo desde la época de la administración colonial española, con modalidades diversas,2 aunque durante el siglo XIX en los nuevos estados independientes latinoamericanos la preocupación indigenista perdió terreno.
En 1940, tras el Primer Congreso Indigenista Interamericano, el indigenismo se convirtió en la política oficial de los estados de América, de manera que el conjunto de ideas y actividades concretas que han realizado los estados latinoamericanos en relación con las poblaciones indígenas han llevado el nombre genérico de indigenismo.3
También, por otra parte, existen corrientes "anarcoindigenistas" que defienden el indigenismo fuera de la política estatal, es decir, a través del anarquismo.45
El término ganó importancia en las últimas décadas del siglo XX para referirse a algunas organizaciones sociales y políticas en América Latina.[cita requerida]
- Enrique López Albújar
- Ciro Alegría
- José María Arguedas
- Nazario Chávez Aliaga

### Neoindigenismo
- Manuel Scorza

## Literatura contemporánea

### Generación del 50
Tras los inicios del siglo XX, caracterizados por indigenismo, posmodernismo y vanguardismo, en los siguientes años, la literatura peruana experimenta un importante proceso de renovación y modernización personificada en corrientes como la llamada generación del 50, compuesta por un grupo de poetas, narradores y dramaturgos influidos por la migración masiva del campo a la ciudad y el consecuente desarrollo urbano. En esta narrativa, por tanto, de carácter urbano, destacan, entre otros, Julio Ramón Ribeyro o Enrique Congrains Marín; algunos de los poetas más importantes son Washington Delgado, Alejandro Romualdo, Francisco Bendezú y Juan Gonzalo Rose; y en teatro se desarrollan las comedias de carácter social, con autores como Sebastián Salazar Bondy. También en estos años, aunque no enmarcados en este grupo, aparecen nombres de poetas tan destacados de la literatura peruana como Javier Sologuren, Jorge Eduardo Eielson o Carlos Germán Belli.

Padre de la literatura peruana contemporánea
- Considerado padre de la literatura peruana contemporánea es Abraham Valdelomar. Esto ocurre debido a que es Ícono de dicha literatura

Narradores
- Julio Ramón Ribeyro
- Enrique Congrains
- Carlos Eduardo Zavaleta
- Eleodoro Vargas Vicuña
- Roger Rumrill

Poetas
- Carlos German Belli
- Jorge Eielson
- Blanca Varela
- Javier Sologuren
- Francisco Bendezú
- Alejandro Romualdo
- Juan Gonzalo Rose
- Washington Delgado

Teatro
- Enrique Solari Swayne
- Sebastián Salazar Bondy

Ensayo
- Sebastián Salazar Bondy
- Alberto Escobar
- Luis Loayza

### Generación del 60
Narradores
- Mario Vargas Llosa
- Miguel Gutiérrez
- Oswaldo Reynoso
- Gregorio Martínez
- Antonio Gálvez Ronceros
- Roberto Reyes Tarazona

Poetas
- Luis Hernández
- Javier Heraud
- Antonio Cisneros
- César Calvo
- Reynaldo Naranjo
- Ricardo González Vigil
- Rodolfo Hinostroza
- Leopoldo de Trazegnies Granda
- Marco Martos
- Hildebrando Pérez Grande
- Ricardo Silva Santisteban
- Diego S. Villafuerte Vira
- Fernando Tola de Habich
- Arturo Corcuera
- Winston Orrillo
- Antonio Claros
- Miguel Carrillo Nateri

### Generación del 70

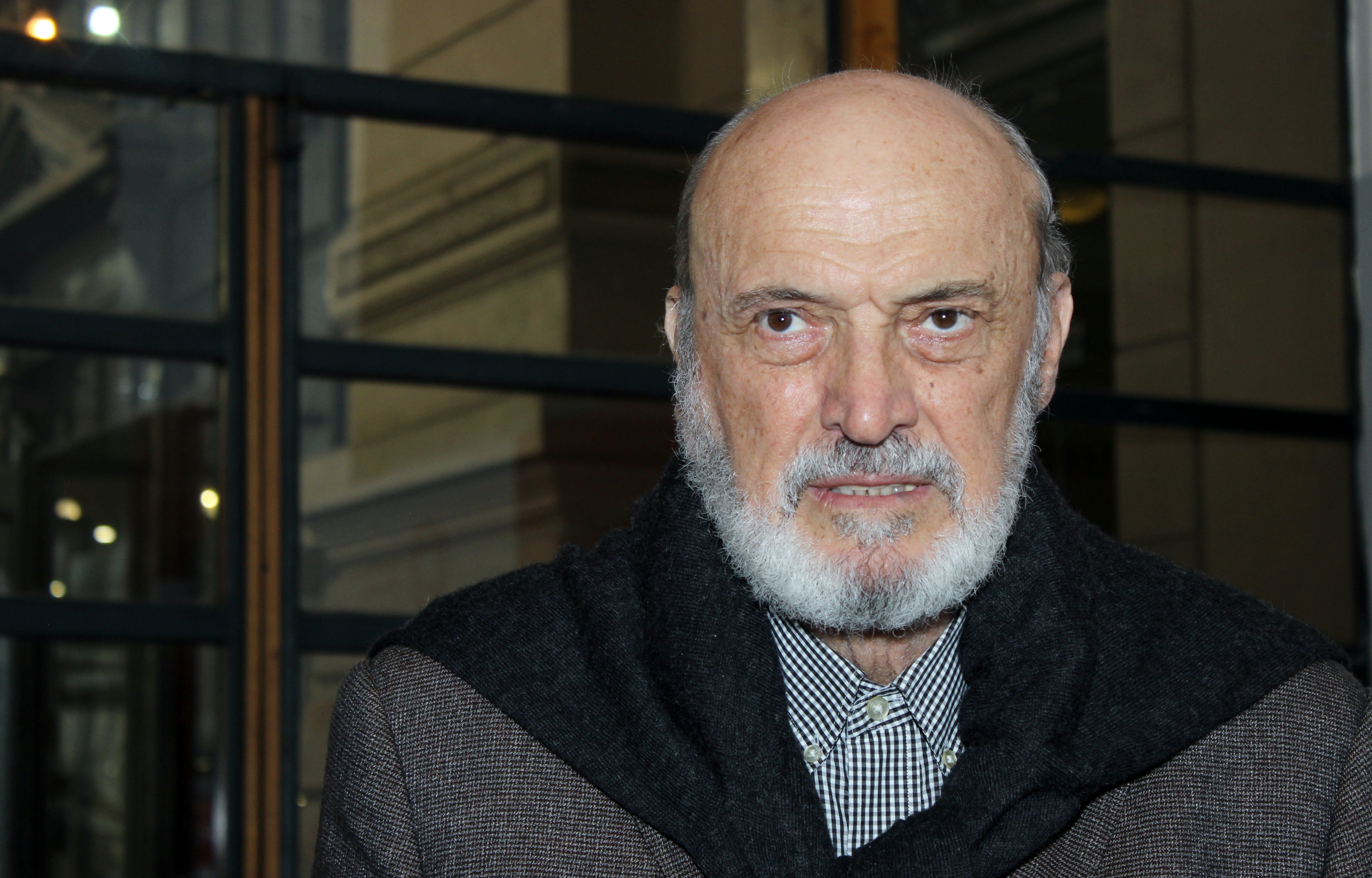
Fernando Ampuero

Narradores
- Alfredo Bryce Echenique
- Manuel Scorza
- Fernando Ampuero
- Gabriela Cuba Espinoza
- Guillermo Niño de Guzmán

Poetas
- Abelardo Sánchez León
- Alberto Colán
- Alfonso Cisneros Cox
- Alfredo Pita
- Ángel Garrido
- Antonio Cillóniz
- Armando Arteaga Núñez
- Armando Rojas
- Arnold Castillo
- Benjamín Torres Salcedo
- Bernardo Rafael Álvarez
- Brunilda Joyce
- Carlos Bravo Espinoza
- Carlos Guevara Morán
- Carlos López Degregori
- Carlos Orellana
- Carlos Zúñiga Segura
- Carmen Ollé
- César Toro Montalvo
- Cesáreo Martínez
- Cronwell Jara
- Edgar O'hara
- Eduardo Urdanivia
- Elías Durand
- Eloy Jáuregui
- Eloy Villanueva T.
- Elqui Burgos
- Enrique Verástegui
- Enrique Sánchez Hernani
- Enrique Solano
- Enriqueta Belevan
- Esther Castañeda
- Feliciano Mejía
- Fernando Ampuero
- Fredy Roncalla
- Gaspare Alagna
- Gerardo García Rosales
- Gloria Mendoza Borda
- Gustavo Armijos
- Guillermo Falconí
- Heinrich Helberg
- Humberto Pinedo
- Isaac Goldemberg
- Isaac Rupay
- Javier Huapaya
- Jaime Urco
- Jesús Cabel
- Jorge Chea Minaya
- Jorge Nájar
- Jorge Espinoza Sánchez
- Jorge Ovidio Vega
- Jorge Pimentel
- Jorge Luis Roncal
- José Briceño Berrú
- José Luis Ayala
- José Cerna
- José Diez Salazar
- José Morales Saravia
- José Rosas Ribeyro
- José Watanabe
- Juan Félix Cortez
- Juan Carlos Lázaro
- Juan Ramírez Ruiz
- Juan Romero López
- Julio Aponte
- Julio Carmona
- Julio Polar
- Libertad Orozco
- Luis Farfan
- Luis Hernandez
- Luis La Hoz
- Manuel Aguirre
- Manuel Morales
- Manuel Pantigoso
- Mapy Krugger
- Marcela Robles
- Marcial Molina
- María Emilia Cornejo
- Mariella Sala
- Mario Luna
- Martín Fierro Zapata
- Max Dextre
- Mercedes Delgado
- Miguel Ángel Zapata
- Mario Montalbeti
- Mito Tumi
- Nicolás Yerovi
- Omar Aramayo
- Óscar Colchado
- Oscar Málaga
- Patricia Saldarriaga
- Patrick Rosas
- Pedro Benavides
- Pedro Cateriano
- Pedro Granados Agüero
- Rafael Yamazato
- Ricardo Falla Barreda
- Ricardo González Vigil
- Ricardo Oré
- Róger Contreras
- Roger Santivañez
- Rosa Natalia Carbonel
- Rosina Valcárcel
- Rubén Urbizagástegui
- Ruperto Macha Velasco
- Samuel Cárdich
- Sigfredo Burneo
- Siu Yun
- Sonia Luz Carrillo
- Tarsicio Navarro
- Tulio Mora
- Vidal Villanueva
- Vladimir Herrera

Grupos Poéticos
- Gleba
- Estación Reunida
- Hora Zero

### La década de 1980
Narradores
- Giovanna Pollarolo
- Isabel Sabogal
- Daniel Salvo
- Carlos Schwalb Tola

Poetas
- Sandro Chiri
- Eduardo Chirinos
- Julio Heredia
- Giovanna Pollarolo
- Luis Rebaza Soraluz
- Isabel Sabogal
- Rossella Di Paolo
- Rocío Silva Santistevan
- Mariela Dreyfus
- Oswaldo Chanove
- Ana Varela Tafur
- Doris Moromisato

Grupos poéticos
- Kloaka

### La década de 1990
Narradores
- José Donayre Hoefken
- Iván Thays
- Jaime Bayly
- Óscar Malca
- César Silva Santisteban
- Sergio Galarza
- Javier Arévalo
- Edgardo Rivera Martinez

Poetas
- Miguel Ildefonso
- Antonio Sarmiento
- Alberto Valdivia Baselli
- Willy Gómez Migliaro
- Montserrat Álvarez
- Lizardo Cruzada
- José Beltrán Peña
- Jhonny Barbieri
- Selenco Vega
- Roxana Crisólogo
- Victoria Guerrero
- Gonzalo Portals
- Cecilia Molina
- Alonso Rabi
- José Pancorvo
- Ana Luisa Soriano
- Leoncio Luque